# George Henry Mackenzie
George Henry Mackenzie foi um soldado e jogador de xadrez da Escócia naturalizado americano. Antes de se tornar jogador de xadrez, serviu na King's Royal Rifle Corps. Pelos Estados Unidos, serviu no Exército confederado durante a revolução americana. Derrotou os principais jogadores da época da Inglaterra e dos Estados Unidos e é considerado o mais forte jogador que a Escócia produziu. Foi o representante dos Estados Unidos no Torneio de xadrez de Paris de 1878, tendo ficado em quarto lugar e venceu o Torneio de xadrez de Frankfurt de 1887. Participou também do Torneio de xadrez de Nova Iorque de 1899 mas teve que abandonar devido a saúde debilitada. Participou também dos Torneio de xadrez de Viena de 1882 e Torneio de xadrez de Londres de 1883, tendo ficado em quinto em ambos.

## Principais resultados em torneios
| Data | Local          | Colocação | Observações                                                                                          |
| ---- | -------------- | --------- | --- |
| 1878 | Paris 1878     | 4         | Vencido por Szymon Winawer, com Johannes Zukertort em segundo e Joseph Henry Blackburne em terceiro. |
| 1887 | Frankfurt 1887 | 1         | Com Max Weiss em segundo, Joseph Henry Blackburne em terceiro e Curt von Bardeleben em quarto.       |